# Lupinus lapidicola
Lupinus lapidicola är en ärtväxtart som beskrevs av Amos Arthur Heller. Lupinus lapidicola ingår i släktet lupiner, och familjen ärtväxter. Inga underarter finns listade i Catalogue of Life.